# Sparrisbagge
Sparrisbagge (Crioceris asparagi) är en skalbaggsart som först beskrevs av Carl von Linné 1758.  Sparrisbagge ingår i släktet Crioceris och familjen bladbaggar. Arten är reproducerande i Sverige. Inga underarter finns listade i Catalogue of Life.
Den lever som larv på sparrisplantor och kallades även "brokig sparrisbagge". Dess larver lever på sparrisplantans grenar och gnager i sig det gröna ytskiktet, så att sparrisplantans grenar lyser vita. Skadorna gör att nästa års skörd av sparrisskott kan hotas.  

## Bildgalleri

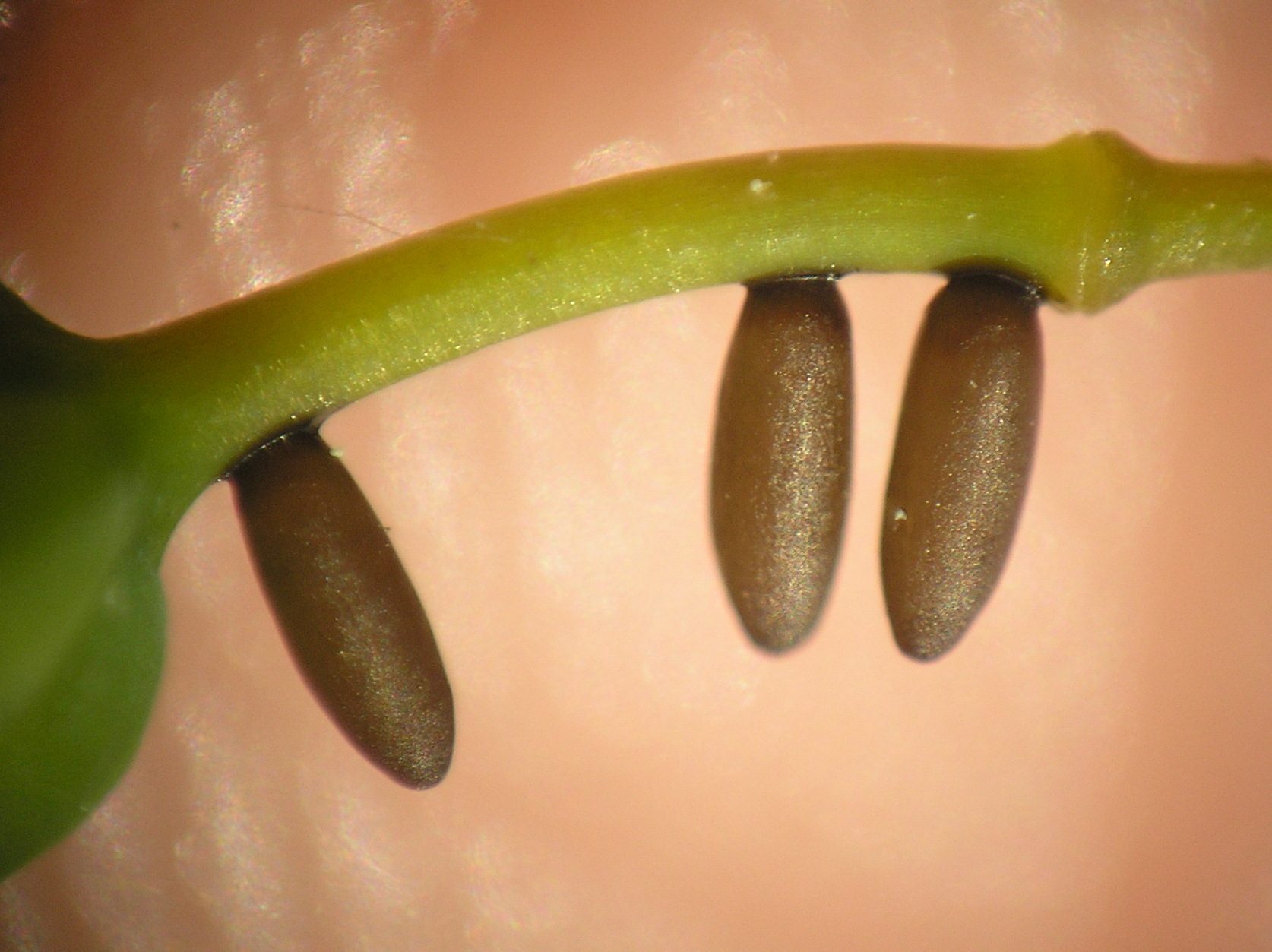
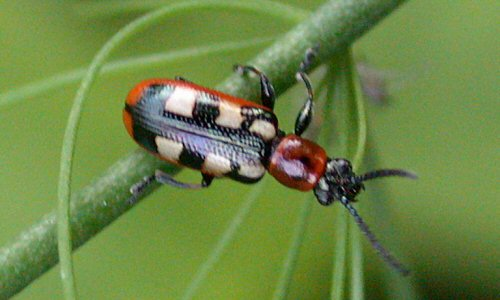
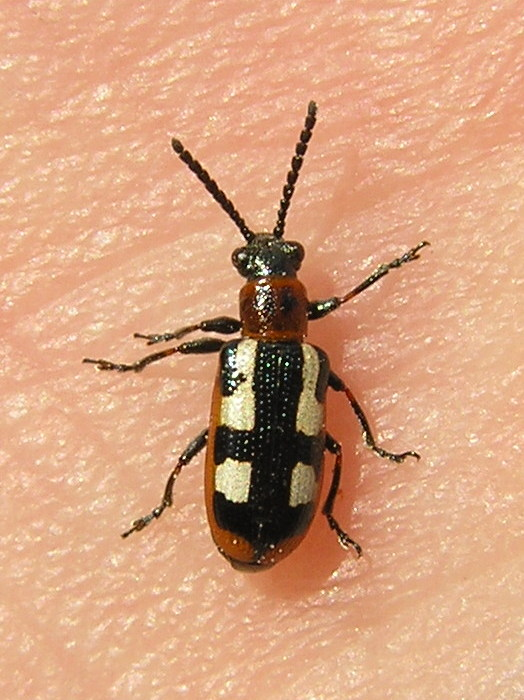
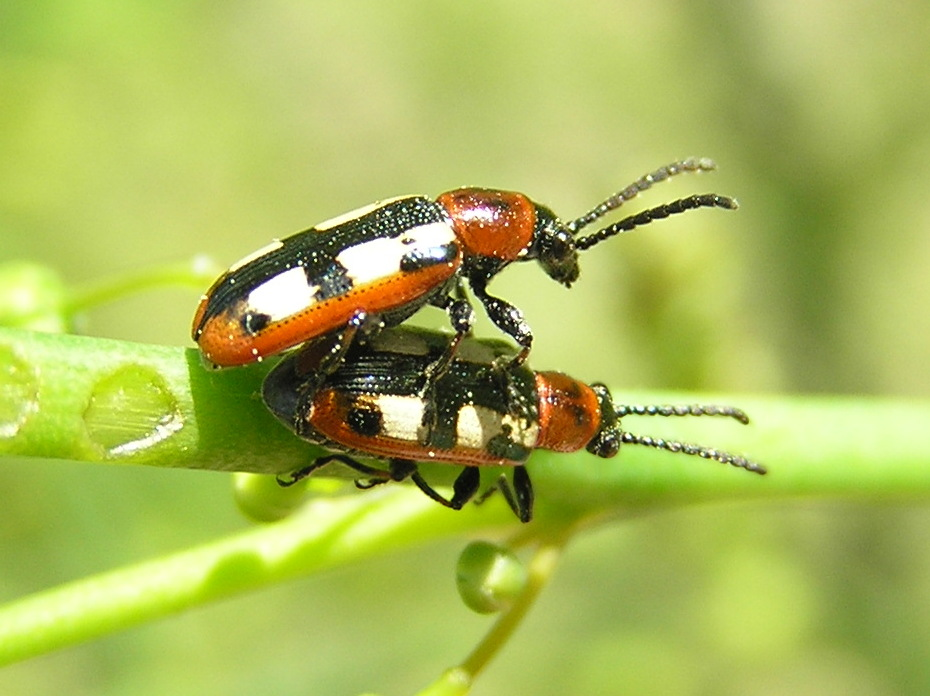
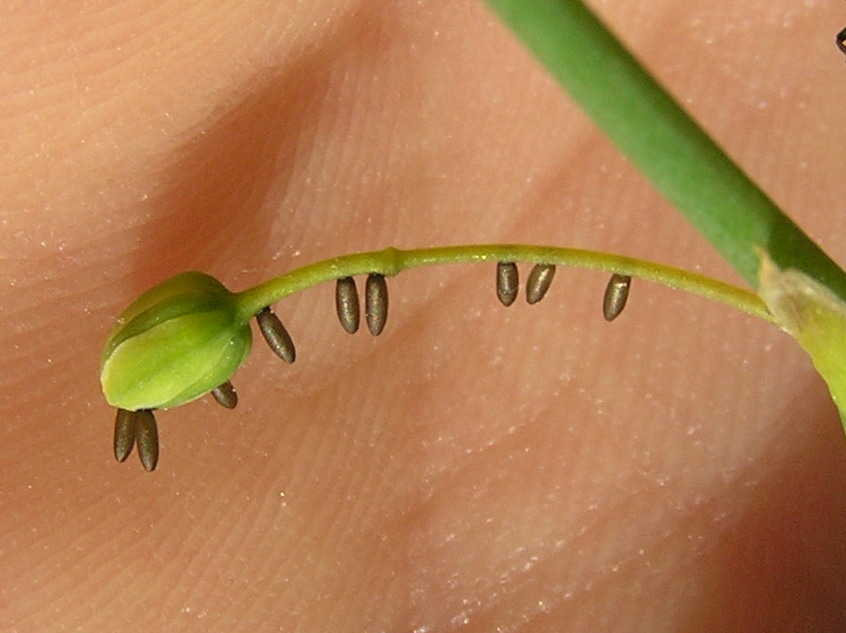
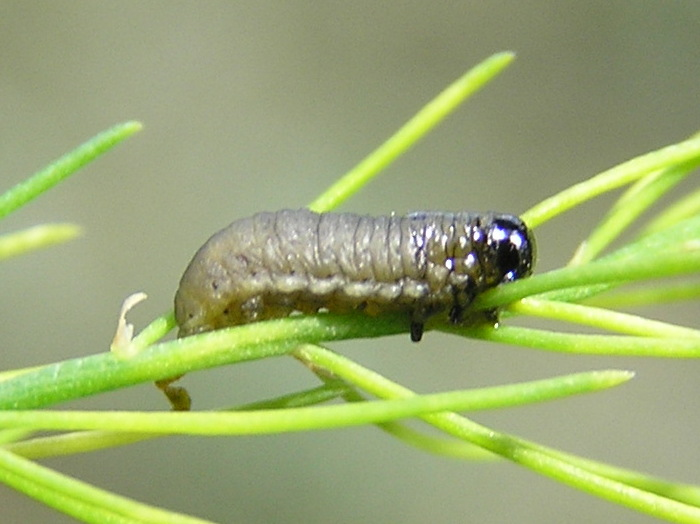